# 宇宙論的証明
宇宙論的証明（うちゅうろんてきしょうめい）または宇宙論的議論（うちゅうろんてきぎろん）とは、キリスト教の自然神学において宇宙や対象の総体に関する因果関係、説明、変化、運動、偶発性、依存性、有限性などの事実から、神の存在を推論できると主張する議論である。この議論には、in esse（本質）とin fieri（なりゆき）という、微妙かつ重要な違いを持つ2つの基本的なバリエーションがある。
これらの議論の基本的な前提には、因果関係の概念が含まれる。第一原因（原因があると主張されているどのような物事のグループに対しても）が存在すると結論づけており、それが神であると考えられている。この議論の歴史は、アリストテレス以前にさかのぼり、新プラトン主義や初期キリスト教、9世紀から12世紀にかけての中世イスラム神学で発展し、13世紀にはトマス・アクィナスによって改良され中世キリスト教神学に再導入された。宇宙論的議論は、ゴットフリート・ライプニッツやサミュエル・クラークが取り上げた充足理由律と密接に関連しており、それ自体、パルメニデスに帰する「無から有を生ずる」という主張を現代的に展開したものである。
現代の宇宙論的議論の擁護者にはウィリアム・レーン・クレイグ、ロバート・クーンズ、アレクサンダー・プリュスがいる。

## 歴史
プラトン（紀元前427-347）とアリストテレス（紀元前384-322）はともに第一原因論を唱えたが、それぞれに特筆すべき注意点があった。 プラトンは『法律』（第10巻）において、世界や宇宙におけるすべての運動は「伝達された運動」であるとした。そのためには、それを動かし、維持するための「自己起源の運動」が必要であるとした。また、『ティマイオス』では、宇宙の創造者として、最高の知恵と知性を備えた「デミウルゴス」が登場する。
アリストテレスは『自然学』と『形而上学』において第一原因の考え方に反対した。アリストテレスは、固定された星の圏を超えて生きていると信じていた天球のそれぞれを動かす複数の不動の運動体の考えを支持し、（永遠であると信じていた）宇宙の運動が無限の時間にわたって続いている理由を説明した。アリストテレスは、永遠ではない宇宙を主張する原子論者の主張には、原因のない第一原因（彼の用語では効率的第一原因）が必要であるとし、この考えは原子論者の推論の無意味な欠陥であると考えた。
3世紀のプラトン主義者であるプロティノスは、超越的な唯一の絶対者が、単にその存在の結果として宇宙を存在させたと説いた（creatio ex deo）。その門徒であるプロクロスは「唯一者は神である」と述べている。
スティーブ・ダンカンは「ギリシャ語を話すシリア・キリスト教の新プラトン主義者ヨハネス・ピロポノスが最初に定式化した」と書いている。彼は世界の永遠性を主張するギリシャの異教徒と、無限の存在を否定するアリストテレスの間に矛盾を見出した。ダンカンはこの議論を「カラームの宇宙論的議論」と呼び、「中世のイスラム教やユダヤ教のカラーム（「信仰の基本的な形而上学的前提を正当化するために、信者が理性を用いること」）の提唱者の手によって、最も明確に表現された」と主張している。
カロリング朝ルネサンスの神学者、エリウゲナ(c.810-877)は存在と非存在を超えた無限で超越的な「未知」の神が「自己創造」のプロセスを経て、その神の「闇」あるいは「非存在」から存在の光へと進み、同じ時空の瞬間にすべての創造の第一原因を生み出すという新プラトン主義の宇宙論を展開している。
イスラム哲学者のイブン・スィーナー（c.980-1037）は存在の問題を探求し、本質（Mahiat）と存在（Wujud）を区別した。イブン・スィーナーは、存在の事実は現存するものの本質から推論されたり、説明されたりするものではなく、形や物質それ自体が宇宙の動きや現存するものの漸進的な実現に由来したり、相互作用したりするものではないと主張した。そこで彼は、存在は(本質に存在を必要とし、与え、加える)作用因によるものでなければならないと考えた。そのためには、原因はその結果と共存し、既存のものでなければならないとした。
トマス・アクィナス（c.1225-1274）は、アリストテレスやイブン・スィーナーを読んで見つけた議論を改良し、最も影響力のあるバージョンの宇宙論を形成した。 彼の第一原因の概念は、宇宙はそれ自体が原因のない何かによって引き起こされなければならないという考えであり、それは我々が神と呼ぶものであると主張した。
アクィナスの「五つの方法」は、彼の『神学大全』の第2問に与えられているが、キリスト教の神が存在する証明のすべてではない。「五つの方法」はアクィナスの「神性論」の始まりに過ぎないと考えられている。

## 議論

### 偶発性からの論証
スコラ学派のアクィナスは、アリストテレスに倣って、「宇宙が存在する理由を説明するものがなければならない」と主張、「偶発性からの議論」を定式化した。宇宙は状況によっては存在しないことも考えられるので（偶発性）、その存在には原因がなければならない。つまり、宇宙が常に存在していたとしても、その存在は原因のない原因に負っているのである 。「...そしてこれが神であると我々は理解している」。
アクィナスの偶発性からの論証は、時間的に始まりのない宇宙の可能性を認めるものである。これは普遍的因果関係からの議論の一形態である。アクィナスは、自然界には偶発的に存在するものがあることを観察した。このようなものは存在しないことが可能であるため、これらのものが実際に存在しなかった時間があるはずと考えた。したがって、アクィナスによれば、何も存在しなかった時代があったはずである。もしそうであれば、何かを存在させることができるものは存在しないことになる。したがって、偶発的な存在を説明するには不十分であり、存在しないことが不可能であり、すべての偶発的な存在の存在が究極的にはそこから導かれるような必要な存在が存在しなければならない。
ドイツの哲学者ゴットフリート・ライプニッツが1714年に発表した充足理由律も同様の主張である。ライプニッツは、1714年に充足理由律を用いて同様の議論を展開した。「真である事実、存在する事実、真の命題は、そうであり、そうでないことの十分な理由がなければ見出すことはできないが、ほとんどの場合、その理由を知ることはできない」と書いている。彼は「なぜ無ではなく有なのか？十分な理由は......自分自身の中にその存在理由を持つ必要な存在である物質の中に見出される」と宇宙論を簡潔に表現した。
ライプニッツの偶発性からの議論は、宗教哲学において最も人気のある宇宙論的議論の一つである。これは、必要な存在の存在を証明し、その存在が神であることを推論しようとするものである。アレクサンダー・プリュスはこの議論を次のように定式化している。
- すべての偶発的な事実には説明がつく。
- 他のすべての偶発的な事実を含む偶発的な事実がある。
- したがって、この事実の説明がある。
- この説明は必要な存在を含んでいなければならない。
- この必要的存在は神である[17]。

### in esse と in fieri
in fieriは一般的に「なる」と訳され、in esseは一般的に「本質的に」と訳される。In fieriでは「なる」というプロセスは家を建てることに似ている。いったん家を建てると、建築主は立ち去り家は自立する（時々メンテナンスが必要かもしれないが、それは第一原因の議論の範囲を超えている）。
In esse（本質）は、ろうそくの光や、容器の中の液体に近い。ジョージ・ヘイワード・ジョイス（SJ）は次のように説明している。「ロウソクの光がロウソクの継続的な存在に依存している場合、第一にロウソクが部屋に光をもたらすだけでなく、照明が継続されるためにはロウソクの継続的な存在が必要となるのである。それが取り除かれれば、光は消えてしまう。また液体は、それが入っている容器からその形を受け取るが、入っている側面の圧力が取り除かれると、一瞬たりともその形を保つことはできないだろう」。この形式の議論は、上記の家の維持の例よりも純粋な第一原因の議論から切り離すのがはるかに難しい。なぜなら、ここでは第一原因は、ろうそくや容器が存在し続けなければ不十分だからである。
哲学者のロバート・クーンズは、宇宙論的議論の新たな見解を述べている。彼は因果関係を否定することは、経験的な考えをすべて否定することになるという。例えば、自分の手を認識できるのは、光が目に反射して網膜を刺激し、視神経を通って脳にメッセージを送るなどの原因が連鎖しているからだという。彼は議論の目的を「神学的な形而上学を受け入れなければ、経験的な科学を損なうことになる」とまとめた。この2つは歴史的に共に成長し、文化的にも哲学的にも相互に依存し合っている...。もしあなたが、この因果律の原理を信じられないと言えば、それは経験科学にとって大きな問題になるでしょう」。したがってin fieriの議論は、神を証明しようとするものではなく、科学に関わる反論や、現代の知識が宇宙論を否定するという考えを反証するためだけのものである

### カラーム宇宙論
西洋哲学においてこの議論を再び広めた責任者であるウィリアム・レーン・クレイグは、次のような一般的な形式でこの議論を提示している。
- 存在し始めたものには、その存在の原因がある。
- 宇宙は存在し始めた。
- したがって、宇宙にはその存在の原因がある。

クレイグは、「宇宙が存在する」という出来事の性質上、この出来事の原因となった神には、「巨大な力（全能ではないにしても）」、「天地の創造者（キリスト教の理解では神）」、「永遠」、「絶対的な自己充足」など、神（の概念）に特有の属性が帰属すると説明している。これらの属性は神に固有のものであるため、これらの属性を持つものはすべて神でなければならない。これらの属性を持つものとは「原因」であり、「原因」は「神」であり、「原因」は「存在」し、「神」は「存在」するという。
クレイグは、第二の前提である「宇宙には始まりがあった」ということを、アル＝ガザーリーの「実際の無限は不可能である」という証明から弁護している。もし宇宙に始まりがなかったとすれば、実際には無限が存在することになり、つまり原因と結果の事象が無限に存在することになる、とクレイグは主張する。したがって、宇宙には始まりがあったとする。

### 形而上学的議論
中世のキリスト教神学者であるヨハネス・ドゥンス・スコトゥスは、神の存在について形而上学的な議論を行った。これはアクィナスの運動論にヒントを得たものであるが、他の哲学者や神学者と同様に、神の存在に関する彼の主張はアクィナスのものとは別のものと考えられている。神の存在についての彼の説明は長く、以下のように要約される。
1. 何かが生み出されることがある。
2. それはそれ自体、何か、あるいは別のものによって生み出される。
3. 何もないことによってではない、なぜなら何もないことは何も引き起こさないからである。
4. 結果がそれ自身を引き起こすことはないので、それ自体によってではない。
5. したがって、別のAによって。
6. もしAが最初であれば、私たちは結論に達したことになる。
7. もしAが最初でなければ、2）に戻る。
8. 3)と4)から、もう一つのBを作り出す。
9. 無限の後退はありえない。
10. したがって、神は存在する。

スコトゥスは彼が見ることのできる2つの反論、すなわち、第1のものはありえないという反論と、第2のものは、1）が問われたときに論証が崩れてしまうという反論を扱っている。彼は、無限後退は不可能であると述べている。なぜならば、現代英語で言えば「無限から無限を引いたものは何か？」のような答えのない質問を誘発するからです。2）は、質問を様相論理を使って言い換えれば答えられるとしている。つまり最初の文は代わりに「何かが生み出される可能性がある」となる。